# Jürgen Herzing

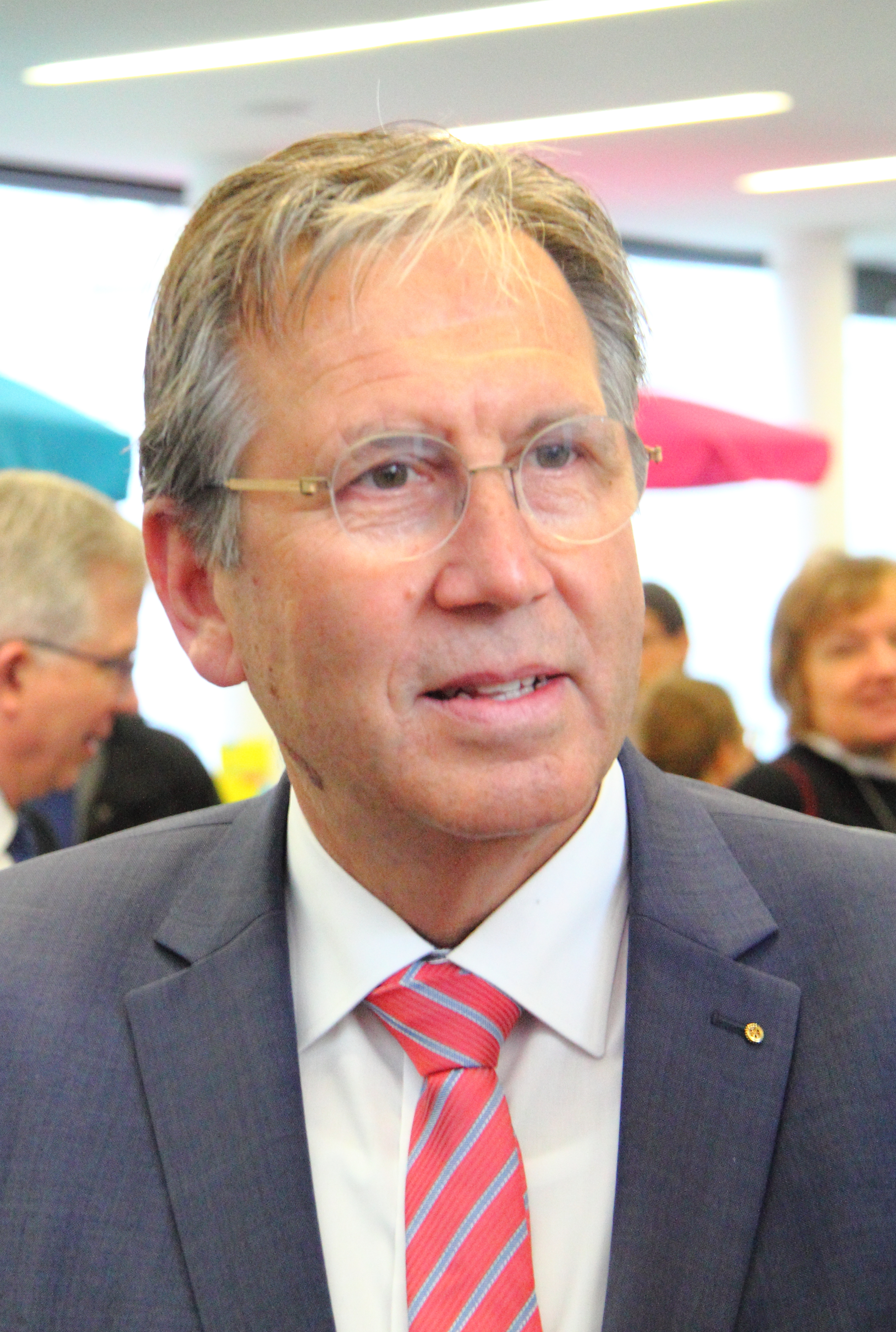
Jürgen Herzing (Januar 2020)

Jürgen Herzing (* 1960 in Aschaffenburg) ist ein deutscher Kommunalpolitiker (SPD). Er ist seit dem 1. Mai 2020 Oberbürgermeister von Aschaffenburg.

## Leben
Herzing absolvierte im elterlichen Betrieb eine Ausbildung als Kaminkehrer. Im Jahr 1988 wechselte er zur Berufsfeuerwehr nach Frankfurt am Main, wo er als hauptberuflicher Feuerwehrmann und Rettungssanitäter im  Einsatz arbeitete. Später stieg er in den gehobenen feuerwehrtechnischen Dienst auf.
Im Jahr 2004 zog er für die SPD in den Aschaffenburger Stadtrat ein. Er leitete in den Jahren 2014 bis 2020 als Bürgermeister das Referat für Umwelt, Energie und Verbraucherschutz der Stadt Aschaffenburg. Als solcher war er zugleich einer der Vertreter von Oberbürgermeister Klaus Herzog.
Anlässlich der bayerischen Kommunalwahlen 2020 nominierte ihn die Aschaffenburger SPD im April 2019 als Kandidaten für die Oberbürgermeisterwahl. Im ersten Wahlgang am 15. März 2020 gewann Herzing 47,9 Prozent der abgegebenen Stimmen und ging als Erstplatzierter in die Stichwahl, die am 29. März stattfand. Diese gewann er mit 66,6 Prozent der Stimmen gegen Jessica Euler (CSU). Das Amt des Aschaffenburger Oberbürgermeisters trat er zum 1. Mai 2020 an.
Er engagiert sich ehrenamtlich bei der Freiwilligen Feuerwehr und lebt im Aschaffenburger Stadtteil Österreicher Kolonie.